# Pilea argentea
Pilea argentea är en nässelväxtart som beskrevs av Ellsworth Paine Killip. Pilea argentea ingår i släktet pileor, och familjen nässelväxter. Inga underarter finns listade i Catalogue of Life.